# یوهانس برینکمن
 یوهانس برینکمن (انگلیسی: Johannes Brinkman؛ ۲۲ مارس ۱۹۰۲ – ۱۹۴۹) یک معمار اهل هلند بود.